# アントニー・ゴンサルベス
アントニー・ゴンサルベス（Anthony Gonçalves 、1986年3月6日 - ）は、フランス・シャルトル出身のプロサッカー選手。ポジションはMF。SMカーン所属。

## 経歴
2009-10シーズンのスタッド・ラヴァルで28試合に出場した後、足首に怪我を負ったことで6カ月の離脱を余儀なくされた。2013年8月にはクラブのキャプテンに任命された。2016年5月、クラブを退団することを発表した。
2016年6月、2年契約でRCストラスブールに移籍。
2019年6月23日、3年契約でSMカーンに移籍。